# 出血毒
出血毒（しゅっけつどく）または血液毒（けつえきどく、Hemotoxin，Hematotoxin）は、赤血球を破壊したり、プロテアーゼ（蛋白質分解酵素）の作用によってフィブリンを分解する事で血液凝固を阻害し、血管系の細胞を破壊する事で出血を起こさせる毒素である。臓器の変性や全身の組織損傷をも引き起こすので、血液毒という言葉は厳密には不正確である。血液毒による傷害は、多くの場合、非常に痛みを伴い、後遺症を残し、より重篤な場合には死に至るケースがある。速やかに治療しても手足を失う可能性がある。
血液毒は、主にヘビ（クサリヘビ科、マムシ亜科）やクモ（ドクイトグモ）等の構成種が持つ毒液として有名である。動物の毒には、血液毒性や神経毒性を持つ酵素やその他の蛋白質が含まれており、場合によってはその両方を持つ事もある（モハベガラガラヘビ、ニホンマムシ等）。一部の動物にとって、血液毒は、獲物を殺す事に加えて、消化を助ける役割も持つ。毒液は噛まれた部分の蛋白質を分解し、獲物を消化し易くする。
血液毒が死に至る過程は、神経毒に比べてはるかに遅い。獲物を毒で侵したヘビは、逃げた獲物を追跡しなければならない事がある。通常、哺乳類の獲物は死ではなく、毒を噛まれたことによるショックで逃げられなくなる。症状は、動物種、大きさ、噛まれた場所、注入された毒の量によって異なる。人間の場合、症状としては、吐き気、方向感覚の喪失、頭痛などがあり、これらは数時間遅れて発生する。
血液毒は、血液凝固系の診断に使用される。抗リン脂質抗体症候群は、希釈ラッセル蛇毒時間（dRVVT）の変化で検出される。これは、その名が示すように、ラッセルクサリヘビの毒をベースにした研究室での測定法である。